# محمود نجدي
محمود نجدي (بالألمانية: Mahmoud Najdi)‏ هو لاعب كرة قدم لبناني وألماني في مركز الدفاع، ولد في 1989 في فيتن في ألمانيا. شارك مع منتخب لبنان لكرة القدم. أما مع النوادي، فقد لعب مع فورتونا دوسلدورف ونادي فوبرتال الرياضي.

## وصلات خارجية
- محمود نجدي على موقع قاعدة بيانات كرة القدم.إي يو (الإنجليزية)
- محمود نجدي على موقع عالم كرة القدم.نت (الإنجليزية)